# Český paralympijský výbor
Český paralympijský výbor (ČPV) zastřešuje v Česku paralympijský sport a vysílá české handicapované sportovce na Paralympijské hry. Spolek zapsaný od 1. ledna 2014 sídlí v Praze Karlíně.